# 焦跃进
焦跃进（1958年12月—2024年2月12日），男，汉族，中华人民共和国政治人物。

## 生平
山东省淄博市人，焦裕禄之子，曾任中国人民政治协商会议第十一、十二届开封市委员会主席，河南省开封市汴商联合会党委书记。